# Kościół Tal-Virtù w Rabacie
Kościół Tal-Virtù, formalnie Kościół Wniebowzięcia Najświętszej Maryi Panny z Tal-Virtù (malt. Il-Knisja ta' Santa Marija tal-Virtù, ang. Church of the Assumption of Virgin Mary of tal-Virtù), znany również jako Kościół Najświętszego Imienia Maryi „Tal-Virtù” – rzymskokatolicki kościół na terenie zwanym Tal-Virtù, w Rabacie na Malcie.  

## Historia

### Krypta
Kościół został zbudowany na ważnym archeologicznie miejscu, z punickimi, greckimi i późnorzymskimi grobami, oraz kompleksem katakumb lub paleochrześcijańskim hypogeum. Podziemia są najprawdopodobniej pochodzenia naturalnego, zostały przystosowana do ludzkich potrzeb. Wcześniejsze katakumby, datowane na przełom V/VI wieku, poprzez połączenie kilku pomieszczeń grzebalnych, przerobione zostały na wczesnochrześcijańską kryptę. Ma ona kształt zbliżony do krzyża łacińskiego z trzema apsydami, w których być może znajdowały się ołtarze; była tam też kamienna ława. Ściany zdobiły murale o tematyce religijnej. Strop wspierały dwa pilastry. Światło do wnętrza wpadało przez dwa prymitywne świetliki. Do krypty wiodą kręte schody z położonej nad nią świątyni, wejście bezpośrednio do krypty obramowane jest kamiennym gotyckim portalem, zdobionym w liście akantu.
 
Krypta wzmiankowana jest wielokrotnie w raportach z wizytacji biskupich: Pietro Dusiny (1575), Baldassare Cagliaresa (1615), Gaspare Gori-Manciniego (1722), Paul Alphérana de Bussan (1744), Vincenzo Labiniego (1781), Ferdinando Matteiego (1809).

### Kościół średniowieczny
Najstarszy kościół w tym miejscu istniał już przed 1438. Dokumentuje to zapis z 28 maja tegoż roku przed notariuszem Lucą de Sillato, w którym Antonio di Bigliera zapisuje na rzecz ecclesia Ste Marie de Virtutibus płat ziemi nazywany ta' Formaġ. Kolejne uposażenie ma miejsce 6 grudnia 1454, tym razem przez Bartolomeo de Bordino. Kościół ówczesny był zorientowany, zbudowany na planie prostokąta, z apsydą, jego sklepienie z płyt kamiennych było wsparty na siedmiu łukach. Biskup Dusina wspomina o jednym ołtarzu, ponad którym znajdował się obraz, chroniony żółtą zasłoną. W 1615 biskup Cagliares wspomina już o nowym obrazie, przedstawiającym Dziewicę Maryję z Dzieciątkiem, namalowanym w stylu pokrewnym Filippo Paladiniemu, prawdopodobnie przez Vincenzo Baiatę w 1610. Obraz ten przed 1667 stał się obiektem kultu, zaś w 1722 na głowach Maryi i Dzieciątka umieszczone zostały srebrne korony. Dziś znajduje się w muzeum Wignacourta w Rabacie.
W 1693 kościół ucierpiał podczas trzęsienia ziemi. Przez kolejne osiem dni po katastrofie trwały prace naprawcze świątyni.

### Rotunda
8 maja 1717 kuratorem kościoła został kanonik Dun Antonio Castelletti, który postanowił zastąpić jego stary budynek rotundą „w nowoczesnym i eleganckim stylu architektonicznym”. Prace przygotowawcze ruszyły w maju 1717. Koszty budowy pokryte zostały z niewielkich datków niezamożnych parafian, a także z większych dotacji osób zamożnych, m.in. wielkiego mistrza zakonu św. Jana Antonio Manoela de Vilheny. W sumie w latach 1717–1743 zebrano 1 954 złote monety. Prace budowlane nadzorował Petruzzo Debono. Z powodu braku funduszy w 1726 prace zostały przerwane; wznowiono je 19 maja 1728. Kopuła, której budowę rozpoczęto na początku 1729, była gotowa 27 kwietnia 1731, kiedy to jako finał umieszczona została na niej latarnia. Budowa została zakończona w sierpniu 1731. Poświęcenie kościoła nastąpiło 23 grudnia 1733. Wykonawcami większości kamiennych dekoracji w kościele byli Benedetto Saliba i Antonio Fabri, zaś elementami drewnianymi upiększył świątynię Lorenzo Magri.

Obraz w ołtarzu Dziewica Maryja z Dzieciątkiem stał się obiektem kultu, w 1744 otoczony był licznymi ex-voto.
Kolejne trzęsienia ziemi poważnie naruszały konstrukcję kościoła: w 1743, w 1757 musiano odbudować latarnię na kopule, w 1780 pojawiło się duże pęknięcie muru, kolejny kataklizm w 1856 wymusił następne naprawy.
Kiedy papież Leon XIII proklamował wiek XX „wiekiem Odkupiciela”, zdecydowano zamówienie dużego posągu Zbawiciela i postawienie go na kopule kościoła. Wykonawcą statuy z brązu została rzymska firma Rosa Zanizio Cia. 22 września 1901 wysoka na 4,57 m statua umieszczona została, po uprzednim rozebraniu latarni, na szczycie kopuły. Niestety umiejscowienie jej tam spowodowało osłabienie konstrukcji kopuły. Kolejne trzęsienie ziemi 18 września 1923 przyniosło poważne jej pęknięcie. Poczyniono pewne prace naprawcze, lecz biskup Maurus Caruana zdecydował o zamknięciu kościoła. Z obawy przed upadkiem posągu, co spowodowałoby jeszcze poważniejsze szkody, we wrześniu 1935 usunięto go ze szczytu świątyni i umieszczono na postumencie, obok drogi do niej prowadzącej. W 1986 posąg wraz z postumentem został odnowiony i przeniesiony na teren seminarium arcybiskupiego. 
Z czasem budynek świątyni został porzucony; stał się obiektem ataku wandali, zniszczone lub uszkodzone zostały drzwi, ściany, ołtarz. Przez jakiś czas odbywały się tutaj czarne msze satanistów.

W 1988 wykonane zostały pewne prace porządkowe i renowacyjne. Budynek przechodził przez ręce kilku właścicieli, lecz żaden z nich nie dbał o niego. W 2006 budynek wraz z terenem zakupił Charles Mangion, który przez kolejne trzy lata doprowadzał kaplicę do stanu używalności. 22 października 2009 odprawiona została w nim pierwsza od siedemdziesięciu lat msza święta.   

## Architektura

### Wygląd zewnętrzny
Plany kościoła były wzorowane na kościele Sarria we Florianie z 1678, który ponoć był zaprojektowany przez Mattia Pretiego. Kaplica zbudowana jest na planie okręgu, jej fasada charakteryzuje się podwójnymi pilastrami na cokołach, przy czym ich kompozytowe kapitele umieszczone są wokół obwodu w regularnych odstępach. Pilastry wspierają gzyms i opaskę poddasza, ponad którą wznosi się żebrowana kopuła, oryginalnie z ośmiookienną latarnią. Oryginalną latarnię zdemontowano w 1901, aby zrobić miejsce na pozłacany metalowy posąg Chrystusa Odkupiciela o wysokości 4,57 m. Główne wejście zajmuje jedną z przestrzeni między dwoma zestawami pilastrów; charakteryzuje się prostokątnym otworem flankowanym po obu stronach podwójnymi pilastrami, które wspierają architraw i łamany trójkątny fronton. W środku frontonu umieszczony jest feston.     

### Wnętrze
Wnętrze jest odbiciem układu zewnętrznego. Wysokie podwójne pilastry z kompozytowymi kapitelami wznoszą się z cokołu, dźwigając gzyms i opaskę poddasza, nad którą wyrasta kopuła, pierwotnie zwieńczona latarnią z ośmioma oknami.

Biskup Alpheran de Bussan w raporcie z wizytacji kościoła w 1744 zostawił dokładny jego opis: ołtarz z 1731 osadzony jest w płytkiej apsydzie, zdominowanej przez ozdobny kartusz ze słowami MAGNA NOBIS VIRTUTE SUCCURE, oraz zamkniętą koronę powyżej. Po przeciwnej stronie piękna osłona z toczonego drewna zamyka zachodnie wejście, nad którymi wznosi się bulwiasta, z polerowanego drewna galeria organowa. Zarówno osłona, jak i galeria były darem szlacheckiej rodziny Inguanez. Dwoje bocznych drzwi z owalnymi otworami powyżej; inne pary drzwi, noszących kartusze z identycznymi motywami kwiatowymi, flankują zachodnie drzwi i apsydę. Te po obu stronach zachodnich drzwi dają dostęp do krypty poniżej i galerii powyżej. Z boku apsydy jedne drzwi prowadzą do zakrystii, a drugie to „porta finta” (ślepe drzwi), dobudowane ze względu na symetrię. Cztery pola, w których nie ma drzwi, zawierają rzeźbione kamienne ramy, na których widniały obrazy Wniebowstąpienie, Święty Józef, Wizja św. Pawła i Święta Teresa. Namalował je Enrico Reno około 1731; mógł on być także autorem płótna Matka Boska Światłości, które zostało zawieszone mniej więcej w tym samym czasie.

## Świątynia dzisiaj
W odnowionej świątyni nad ołtarzem umieszczona została kopia oryginalnego obrazu, dziś znajdującego się w muzeum Wignacourta w Rabacie. Wykonane zostały również adamaszkowe pokrycia na pilastry wewnątrz kościoła.

Aktualnie nie są odprawiane regularne msze św. w kościele. Jest on jedynie udostępniany w niektóre dni Legionowi Maryi na modlitwy.  

## Ochrona dziedzictwa kulturowego
Od 27 czerwca 2014 budynek świątyni umieszczony jest na liście National Inventory of the Cultural Property of the Maltese Islands pod nr. 2431.

## Legendy
Z kościołem Tal-Virtu, jak z większością kościołów, związane są legendy. Najpopularniejsza z nich mówi, że pewien ksiądz o imieniu Bernard, znany z pobożnego życia, odprawiał codziennie rano mszę świętą w kościele Tal-Virtu. Krótki czas po jego śmierci rolnik, idący do Rabatu na mszę o godz. 4 rano (zwaną Aurora Mass), spotkał koło kościoła Tal-Virtu księdza, który poprosił go, aby służył mu do mszy. Po mszy ksiądz podziękował mu, i powiedział, że tego dnia poszedł on (ksiądz) do nieba, i będzie się za niego modlił.  